# 志賀町
志賀町（しかまち）は、石川県の町。羽咋郡に属する。能登半島のほぼ中央に位置する。県内唯一の原発「北陸電力志賀原子力発電所」立地地域であり、姉妹都市の福井県大飯郡高浜町と共に全国原子力発電所所在市町村協議会に加盟している。

## 地理
総面積196.84km2。耕地面積29.90km2、林野面積は16,171km2あるいは162.07km2。

### 位置
- 東端 ：北緯37度2分35.8秒 東経136度51分44.1秒（土田地区の徳田。赤蔵山山腹）。
cf. 国土地理院の地図閲覧サービスによる、この位置へのリンク（以下同様）
- 北端 ：北緯37度13分38.5秒　 東経136度48分53秒（稗造地区の切留近く）。
- 西端 ：北緯37度8分49.1秒 東経136度40分6.7秒（能登金剛海志埼の沖島西端、西海地区は西海久喜の沖島西端）。
- 南端 ：北緯36度56分17.5秒 東経136度47分46.9秒（羽咋市上中山町内飛地南端。眉丈第1・第2トンネル近く）。

### 主要な地形
山地
- 鳳至山地（ふげしさんち。猿山山地[4]、桑塚山地[4]）[5]

- 中能登丘陵[3][5][6]

- 眉丈山地[4][5]

- 高爪山（標高341m。cf. a）
- 河内岳（標高399m）
- 風吹岳（標高354m）
- 高塚山（標高161m）

- 高ツボリ山（標高141.6m）
- 遍照岳（通称：天元寺岳。標高146.6m）
- 天行寺山（標高137m）
- 赤蔵山（標高179m）

- 城山（別称：末吉城山。標高53.8m[7]）
- 眉丈山（標高188m）

平地
- 福野平野[8]

海水域
- 日本海

陸水域　cf. 「石川県の二級水系一覧」

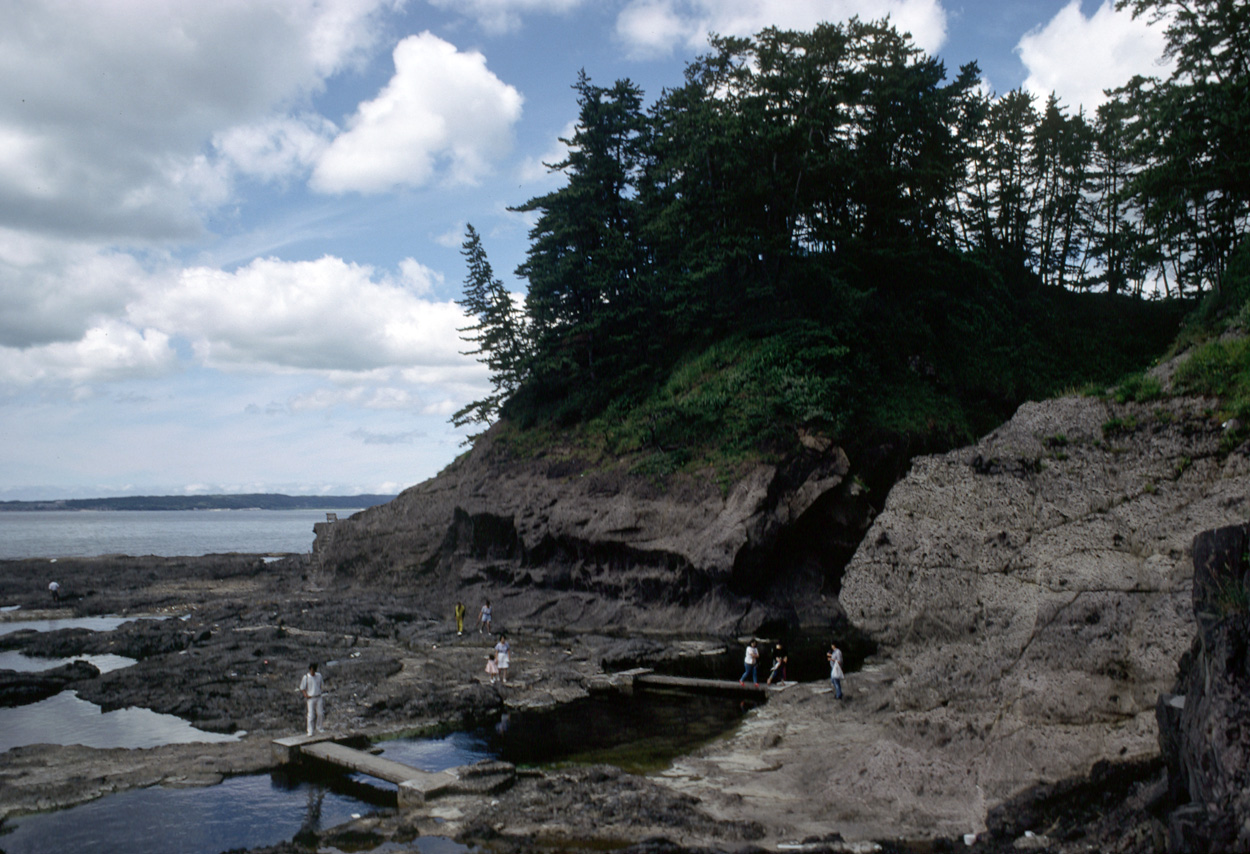
巌門／能登金剛の一部。

- 酒見川（さかみがわ。総延長7.800km、流域面積26.4km2）
- 富来川（とぎがわ。総延長13.140km、流域面積37.8km2）
- 米町川（こんまちがわ。総延長17.110km、流域面積113.3km2。於古川［おこがわ］は最大支川）[9]

- 菱根川
- 大坪川ダム（おおつぼがわダム。cf. 1986, 1992）
- 猪之谷貯水池（いのたに ちょすいち。cf. 1942, 1953）

沿岸地形
- 能登金剛
  - 関野鼻（せきのはな）、義経の舟隠し、ヤセの断崖、北脇崎、玄徳岩、ミノ岩、黒崎、海士埼（あまさき。海士岬とも）、高岩岬、子が岬、増穂浦（ますほがうら。増穂浦海岸）、機具岩（はたごいわ）、吹上滝（ふきあげのたき）、鵜ノ戸、猪の鼻、千畳敷岩、厳門（がんもん）、鷹の巣岩、基盤島、兜岩、安部屋弁天島（弁天島）
- 大島海岸（おしま かいがん）

### 気候
典型的な日本海側気候であり、冬には雨や雪となる日が多いが、降水量は北陸地方の中では少ない方である。能登半島の他の自治体と同様に、緯度の割に比較的温暖な一方で猛烈な暑さとなることは多くないものの、フェーン現象が発生すると高温になりやすく、2019年の8月15日には県内最高気温となる40.1℃を観測している。
| 志賀（1991年 - 2020年）の気候      | 志賀（1991年 - 2020年）の気候 | 志賀（1991年 - 2020年）の気候 | 志賀（1991年 - 2020年）の気候 | 志賀（1991年 - 2020年）の気候 | 志賀（1991年 - 2020年）の気候 | 志賀（1991年 - 2020年）の気候 | 志賀（1991年 - 2020年）の気候 | 志賀（1991年 - 2020年）の気候 | 志賀（1991年 - 2020年）の気候 | 志賀（1991年 - 2020年）の気候 | 志賀（1991年 - 2020年）の気候 | 志賀（1991年 - 2020年）の気候 | 志賀（1991年 - 2020年）の気候 |
| 月                                 | 1月                           | 2月                           | 3月                           | 4月                           | 5月                           | 6月                           | 7月                           | 8月                           | 9月                           | 10月                          | 11月                          | 12月                          | 年                            |
| ---------------------------------- | ----------------------------- | ----------------------------- | ----------------------------- | ----------------------------- | ----------------------------- | ----------------------------- | ----------------------------- | ----------------------------- | ----------------------------- | ----------------------------- | ----------------------------- | ----------------------------- | ----------------------------- |
| 最高気温記録 °C （°F）             | 16.5 (61.7)                   | 18.6 (65.5)                   | 23.1 (73.6)                   | 27.1 (80.8)                   | 31.7 (89.1)                   | 34.4 (93.9)                   | 37.3 (99.1)                   | 40.1 (104.2)                  | 37.0 (98.6)                   | 31.6 (88.9)                   | 25.6 (78.1)                   | 19.9 (67.8)                   | 40.1 (104.2)                  |
| 平均最高気温 °C （°F）             | 7.1 (44.8)                    | 7.5 (45.5)                    | 10.7 (51.3)                   | 16.1 (61)                     | 21.1 (70)                     | 24.9 (76.8)                   | 28.5 (83.3)                   | 30.8 (87.4)                   | 26.9 (80.4)                   | 21.5 (70.7)                   | 15.7 (60.3)                   | 10.2 (50.4)                   | 18.4 (65.1)                   |
| 日平均気温 °C （°F）               | 3.6 (38.5)                    | 3.7 (38.7)                    | 6.3 (43.3)                    | 11.3 (52.3)                   | 16.4 (61.5)                   | 20.6 (69.1)                   | 24.7 (76.5)                   | 26.4 (79.5)                   | 22.3 (72.1)                   | 16.7 (62.1)                   | 11.2 (52.2)                   | 6.4 (43.5)                    | 14.1 (57.4)                   |
| 平均最低気温 °C （°F）             | 0.2 (32.4)                    | −0.2 (31.6)                   | 1.4 (34.5)                    | 6.0 (42.8)                    | 11.4 (52.5)                   | 16.5 (61.7)                   | 21.3 (70.3)                   | 22.5 (72.5)                   | 18.2 (64.8)                   | 11.9 (53.4)                   | 6.5 (43.7)                    | 2.5 (36.5)                    | 9.8 (49.6)                    |
| 最低気温記録 °C （°F）             | −11.3 (11.7)                  | −9.1 (15.6)                   | −5.6 (21.9)                   | −3.8 (25.2)                   | 0.5 (32.9)                    | 6.7 (44.1)                    | 12.1 (53.8)                   | 12.7 (54.9)                   | 7.0 (44.6)                    | 1.0 (33.8)                    | −1.4 (29.5)                   | −3.9 (25)                     | −11.3 (11.7)                  |
| 降水量 mm （inch）                 | 152.6 (6.008)                 | 101.5 (3.996)                 | 105.7 (4.161)                 | 105.2 (4.142)                 | 107.6 (4.236)                 | 151.9 (5.98)                  | 203.8 (8.024)                 | 172.5 (6.791)                 | 173.9 (6.846)                 | 134.7 (5.303)                 | 170.9 (6.728)                 | 197.7 (7.783)                 | 1,775 (69.882)                |
| 平均降水日数 （≥1.0 mm）           | 22.6                          | 17.1                          | 15.0                          | 11.1                          | 10.1                          | 10.2                          | 11.7                          | 9.2                           | 11.4                          | 12.2                          | 16.6                          | 22.6                          | 169.3                         |
| 平均月間日照時間                   | 58.7                          | 92.0                          | 152.8                         | 194.6                         | 206.8                         | 165.7                         | 154.4                         | 207.8                         | 155.9                         | 155.8                         | 107.2                         | 62.7                          | 1,713.5                       |
| 出典1：Japan Meteorological Agency |                               |                               |                               |                               |                               |                               |                               |                               |                               |                               |                               |                               |                               |
| 出典2：気象庁                      |                               |                               |                               |                               |                               |                               |                               |                               |                               |                               |                               |                               |                               |

- cf.　志賀町 毎年の気候数値：≪外部リンク≫ “志賀　年ごとの値”. （公式ウェブサイト）.  気象庁. 2012年11月13日閲覧。

### 生物相
レッドデータブックの絶滅危惧I類に指定されているイカリモンハンミョウ（Abroscelis anchoralis、ハンミョウの一種）は、本州では志賀町から羽咋市にかけての海浜にのみ、日本列島全体でも能登半島のほかは九州の宮崎・鹿児島（種子島を含む）両県にのみ生息する希少な昆虫である。このことから、志賀町大島から羽咋市柴垣町（菱根川から柴垣［須田地区］までの海岸約2.5kmはイカリモンハンミョウ生息地として保全管理されることとなった。

### 広域地域区分
- 志賀町は石川県の中西部、能登地方の北西部に位置している。
- 能登地方は北部と南部に区分されており、南部に属する志賀町と七尾市は北の境界線をもって北部と隣接する。
- 能登地方南部は、志賀町が属する羽咋郡のほか、羽咋市、七尾市、鹿島郡で構成されている。
cf.　北陸地方および石川県の地方区分図（参考）：≪外部リンク≫ “北陸地方”. 気象予報区区分表（ウェブサイト）.   個人. 2012年11月13日閲覧。
- 能登半島を基部から奥部へ順に「口能登（くちのと）」「中能登（なかのと）」「奥能登（おくのと）」の3つに区分する場合は、古来の羽咋郡の区域（現在の志賀町、羽咋市、宝達志水町）だけで口能登を構成する。詳しくは「能登半島#半島内の地域」を参照のこと。
- 古来の羽咋郡の区域は、羽咋郡羽咋町を羽咋市とする後の現在では「羽咋郡市（はくい ぐんし）」とも呼ばれ、羽咋郡市広域圏事務組合がそうであるように行政面でも共同関係にある[13]。
- 国勢調査では、七尾市と共に能登半島中部地域に区分されている[14]。
- 観光庁が選定する観光圏としては、能登半島の地方自治体（七尾市、輪島市、珠洲市、羽咋市、志賀町、宝達志水町、中能登町、穴水町、能登町）が能登半島観光圏を形成している[14]。cf. 2009.

### 隣接する自治体
志賀町は能登半島の西側で日本海に大きく開けており、北は輪島市、南は羽咋市に隣接し、東は能登半島の東側にあって日本海の湾である富山湾に開けた七尾市と広く隣接する。
- 輪島市 ：北部で隣接。
- 鳳珠郡 穴水町 ：北東部で一部が隣接。
- 七尾市 ：東部で広く隣接。
- 鹿島郡 中能登町 ：南東部で隣接。
- 羽咋市 ：南部で隣接。

### 志賀町内の地域
- 行政上の中心地 ：志賀町末吉。
- 経済的中心地 ：昭和・平成時代は高浜町（旧・羽咋郡高浜町）。
cf.　≪外部リンク≫ “防災マップ”. （公式ウェブサイト）.  志賀原子力発電所. 2012年11月11日閲覧。※地図をクリックすると詳細資料が開く。
cf.　≪外部リンク≫ “新志賀町における住所の表記” (PDF). （公式ウェブサイト）.   志賀町. 2012年11月14日閲覧。※資料は過去のものであり、「現在の字名」は「以前の字名」、右列が（すでに合併した後の）現在の字名である。
cf.　≪外部リンク≫ “羽咋郡志賀町”. （公式ウェブサイト）.  日本郵便. 2012年11月14日閲覧。

## 歴史
※新暦導入以前（1872年以前）の日付は和暦による旧暦を主とし、丸括弧内に西暦（1581年以前はユリウス暦、1582年以降はグレゴリオ暦）を添える。「同年4月（4月）」は「旧暦4月（新暦4月）」の意、「同年4月（4月か5月）」とあれば「旧暦4月（新暦では5月の可能性もあり）」の意。

### 年表

#### 先史時代

##### 地質時代
- 新生代新第三紀中新世 ：関野鼻一帯にて関野鼻石灰質砂岩層の形成期[15]。その後、岩層に生じた地表からの亀裂や節理を通って浸み込んだ地下水の長い年月にわたる容食性侵食作用により、現存する3つのドリーネが形成される[15]。日本列島では新生代に形成されたドリーネは稀有である[15]。
- 旧石器時代 ：志加浦地区の赤住（あかすみ）にて赤住遺跡の形成期。

##### 縄文時代
- 縄文時代 ：西増穂地区の酒見（さかみ）にて酒見遺跡の、福浦地区福浦港にて福浦遺跡の形成期。土田地区の舘開（たちひらき）にて舘開城跡（陥穽遺構）の形成期の始まり（古墳時代の遺構もあり）[16]。中甘田地区の中甘田にて甘田タイ遺跡の形成期の始まり（遺構は平安時代まで断続）[16]。堀松地区の堀松にて、県内最大規模の貝塚である堀松貝塚の形成期[17]。堀松地区の神代（かくみ）地区にて神代貝塚の形成期[17]。

##### 弥生時代
- 弥生時代全般 ：下甘田地区の穴口にて穴口遺跡（集落遺構）の形成期[16]。
- 弥生時代 ：富来地区の富来高田（とぎ たかた）にて高田遺跡の形成期[17]。土田地区の徳田にて得田氏館跡（竪穴建物跡等の遺構）の形成期の始まり（古墳時代の遺構もあり）[16]。
- 弥生時代後期 ：加茂地区矢駄の鹿首（かしくび）にて鹿首モリガフチ遺跡（水田・集落遺構）の形成期[16]。
- 弥生時代末期 ：稗造地区の東小室（ひがしおもろ）にて東小室ボガヤチ遺跡（竪穴建物跡等の遺構）の形成期の始まり（遺構は室町時代まで断続）[16]。

##### 有史以前全般
- 有史以前 ：高爪山は神体山として信仰を集めていたと考えられる[18]（高爪信仰の萌芽）。近海航路の目標物であった高爪山は漁民からは航海神として、また、農耕が始まると大福寺・酒見川流域の農民から農耕神として崇められた[18]。

#### 古代・中世

##### 飛鳥時代
- 7世紀頃 ：西海地区の西海千ノ浦（さいかい ちのうら）にて、二子塚古墳群（千浦二子塚古墳群）が造営される。
- 大宝2年（703年） ：社伝によれば、高爪山で高爪神社が創建（中世から近世にかけて隆盛する高爪信仰の始まりの一つ）[18]。

##### 奈良時代
- 天平勝宝2年（750年） ：社伝によれば、富来地区で冨木八幡宮（現在の冨木八幡神社）が創建されたとするも詳細は不明で、建保5年（1217年。cf. 1217）の創建とも考えられる[19]。
- 宝亀3年（772年） ：『続日本紀』の伝えるところでは、日本滞在を終えて帰途に就いた渤海使の船が時化に遭って難破し、外浦海岸に漂着したため、朝廷の指示を受けて遭難者を福良津（ふくらのつ）に安置したという[20]。福良津は福浦（現・志賀町福浦）の船着場（福浦港の前身）に比定されており、文献初出である[20]。

##### 平安時代
- 延暦23年6月27日（804年8月6日） ：北路で来日する渤海使[* 2]の寄航・入国指定地に定められた福良津に、桓武天皇の勅によって客院「能登客院」が設けられたと『日本後紀』に記述あり。「鴻臚館#平安京の鴻臚館」も参照のこと。
- 承和元年（834年） ：山城国の松尾神社（現在の松尾大社）から勧請された松尾神社が末吉村（後世の羽咋郡堀松村末吉、現・志賀町末吉）に建立されたと伝えられる。本殿は一間社流造で建立年代は永禄2年頃（1559年頃。室町時代末期）と推定される[21][22][23]。cf. 1980.
- 元慶7年10月29日（883年12月2日） ：『日本三代実録』のこの日の記録に、渤海使が北陸道に来着した場合、帰国に使う船を修理もしくは造船する際には必ず福良泊（ふくらのとまり）の木材を用いるようにと定め書きされており[20]、この時代には福良にあった津（国司管理下の公的な港）が整備されて、朝廷指定の造船施設を備えた、律令制下の北陸道で唯一の泊（とまり。中央政府直轄の宮港）になっていたことが分かる[20]。
- 長暦4年（1040年） ：堀松近郊の末吉村（すえよしむら）にて、近江国の日吉神社から勧請した山王社（現在の末吉日吉神社）が創建[24]。当社の祭神は、室町時代後期の福野潟開拓時代 (cf. 1577) を迎えると開拓の守護神として崇められることになる[24]。
- 寿永2年（1183年） ：5月11日（西暦6月2日）に起こった倶利伽羅峠の戦いに敗れた平維盛の重臣・平式部大夫が、その後間もなく志賀村（現・志賀町町）に落ち延びて隠棲する[要出典]。平式部大夫を祖とする「平家（ひらかけ、たいらけ）」はその後、中能登の在地土豪に成長し、応永15年（1408年）頃には能登国守護となった畠山満慶に召し出されて能登畠山氏の被官となる。後世、平家は江戸幕府天領地13カ村を治める大庄屋になる。cf. 1577（平式部館の落城）、1615（平家の復帰）、江戸中期（平家庭園）。

##### 鎌倉時代
- 承元2年2月（1208年2月か3月） ：高爪山六所宮（現在の高爪神社）にて、今に伝わる木造薬師如来坐像が本地仏として造立される（江戸時代にいう「能登十二薬師」の一つである「高爪薬師」。在銘仏として県内最古で、県指定有形文化財）[25][26]。
- 建保5年（1217年） ：社伝によれば、富来村を始めとする近隣8ヵ郷の総社として、鶴岡八幡宮から勧請した冨木八幡宮（現在の冨木八幡神社）の祠が建立される[19]。以来、広く信仰され、中世以降は神仏習合して神宮寺八幡寺となることで隆盛期を迎える。
- 建治元年9月9日（1275年9月29日） ：高爪山六所宮（現在の高爪神社）で六柱の神（高爪大明神・気多大明神・白山妙理権現・伊須留岐権現・若王子・八幡大菩薩）の本地仏を表した御正体（みしょうたい）である木板彩画六所宮懸仏（国の重要文化財に指定）が造立・奉納される[27][28][29]。cf. 1964.

##### 室町時代
- 応永年間（1394-1427年） ：能登国守護・能登畠山氏の本拠・七尾城の出城として、堀松庄の末吉村（後世の羽咋郡堀松村末吉、現・志賀町末吉）の北にある山（末吉城山）に末吉城（すえよしじょう）が築かれる（応仁の乱［1477年］後に中世城郭として完成）。
- 宝徳元年（1449年） ：土田地区の谷屋にて、長龍寺の建立[30]。
- 永禄元年（1558年） ：上棚（うわだな）にて、真宗大谷派・来入寺（らいにゅうじ）の建立[31]。
- 天正年間（1573-1592年）
  - 月日不明 ：末吉城が能登畠山氏の家臣・河野肥前の居城となる。
  - 月日不明 ：社伝によれば、堀松の庄21ヶ村の総社として堀松八幡神社が創建[32]。
- 天正4- 5年（1576-1577年） ：戦国大名・上杉謙信が能登国に侵攻し、当地域の城・館（富来城、末吉城、木尾嶽城［きおだけじょう］、平式部館［ひらかしきぶやかた］）を含む諸城・諸館を落とす。天正5年に決着する七尾城の戦いによって能登畠山氏は滅亡する。このとき、兵火を被った高爪山六所宮（現在の高爪神社）では多くの社殿や寺宝、記録等が焼失し、六所宮は一時衰退する。同じく冨木八幡宮（現在の冨木八幡神社）も大きな被害を受けて一時衰退する。
- 天正5年（1577年）頃 ：助太夫家が福野潟（ふくのがた。現在の志賀町福野周辺）を干拓して田畑に変える開墾事業に着手。事業は代々続けられ、「潟の主」とも呼ばれる千石百姓、豪農になった助太夫家には実際千石に迫る持高があったという[33]。
- 永禄2年頃（1559年頃） ：松尾神社が改修され、現存する本殿が新築される[22][23]。
- 室町時代 ：肥前国大村藩（長崎県大村市）の船持武太夫の息子が乗った船が大島（おしま）沖で難破し、乗組員全員が死亡した。武太夫は供養のために肥前から石を運ばせ、大島の地に石造五輪塔である石積六角地蔵塔を建てた。今日では大島諸願堂と呼ばれている。

#### 近世

##### 安土桃山時代
- 近世初期 ：重税に苦しむ若狭国大飯郡高浜村（現・福井県大飯郡高浜町）の漁民が漁船に乗って米町川（こんまちがわ）河口近くの海岸部にたどり着き、そのまま移住して高浜村（現・志賀町高浜町）を興す[34][35]。cf. 1990.
- 天正9年（1581年） ：前田利家が織田信長より能登国の支配を命じられ、能登へ入部。
- 天正13年（1585年） ：七尾城の戦いで兵火を被って以来衰退していた高爪山六所宮（現在の高爪神社）が前田利家によって再興され、以後、歴代加賀藩主・前田家の庇護を受けて社領の寄進や社殿の造営が行われ、大いに栄えることとなる。

##### 江戸時代
- 慶長13年（1608年） ：福浦村住人・日野資信（日野長兵衛資信）が、福浦湊（福浦港）を航行する船の安全を願って篝火による私設灯台を日和山の断崖に設置したところ、好評を得たことから、以後は日野家の家伝となる（旧福浦灯台の前身）[20]。
- 元和年間（1615-1623年）頃 ：七尾城の戦いで居城・平式部館を失って以来、陸奥国津軽に落ち延びていた平家が、志賀村（現・志賀町町）に舞い戻って庄屋になったと伝えられる。
- 承応2年（1653年） ：日野家が能登国郡奉行より正式に福浦湊の灯明役に命じられる。
- 寛文11年（1671年） ：富来村の十村役である上島弥六が、七尾城の戦いで兵火を被って以来衰退した冨木八幡宮（現在の冨木八幡神社）の社殿を再建し、社領を寄進する。
- 天和3年（1683年） ：蝦夷地に渡って北前船廻船問屋「阿部屋張江家」の使用人から独立して村山家の基礎を築くことになる初代村山伝兵衛が、能登国羽咋郡安部屋村（明治時代以降の石川県羽咋郡志加浦村安部屋、現在の志賀町安部屋）で誕生する[36]。
- 元禄5年（1692年） ：日野家当主が福浦湊に石垣を築いて灯明台[* 3][37]を建設し、3月から10月まで毎晩灯明を灯すようになる。
- 江戸時代前期 ：平家の居館にて、今に伝わる池泉観賞式[* 4]書院庭園である平家庭園（たいらけ ていえん）が作庭され始める。[38][39]
- 江戸時代中期 ：土田地区の谷屋にある長龍寺（宝徳元年［1449年］建立）にて、加賀藩御用作庭家「能登の駒造」の手で、山裾を築山に見立てた山畔池泉一式の庭園が作られる（長龍寺庭園、別名 鹿谷園の作庭）[30]。

#### 近代以降

##### 明治時代

###### 明治改元後
- 明治元年（1868年）前後 ：全国に神仏分離令が発布され、当地域でも高爪山六所宮が高爪神社になるなど仏式の廃止が進む。
- 明治2年6月17日（新暦1869年7月25日） ：版籍奉還により、当地域が属する加賀藩は金沢藩になる。
- 明治4年（1871年）
  - 7月14日（新暦8月29日） ：廃藩置県が行われ、金沢藩を廃し、その区域をもって金沢県を設置する。
  - 11月20日（新暦12月31日） ：第一次府県統合に伴い、金沢県の区域のうち、能登国及び越中国射水郡の区域を分け、その区域をもって七尾県を設置する。
- 1872年10月27日（旧暦 明治5年9月25日） ：七尾県を廃し、次のとおり石川県及び新川県にそれぞれ編入する。
  - 石川県に編入する区域
    - 能登国の区域

  - 新川県に編入する区域
    - 越中国射水郡の区域
- 1876年（明治9年）10月 ：日野吉三郎が福浦の灯明堂に替えて擬洋風建築による木造四角形の灯台である福浦灯台（旧福浦灯台）に新築する[20][40]。
- 1889年（明治22年）4月1日 ：町村制の施行により、石川県羽咋郡高浜町及び羽咋町外三十八村を設置する。

###### 日清戦争後
- 1899年（明治32年） ：福浦港で大火があり、住家180棟のうち150棟近くが全焼、文献資料も多数焼失する[20]。

###### 日露戦争後
- 1908年（明治41年） ：慶長13年の創建以来300余年にわたって日野家が私設灯台として維持してきた福浦灯台（旧福浦灯台）が福浦村営に変わる[20]。

##### 大正時代

###### 第一次世界大戦後
- 1925年（大正14年）3月3日 ：能登鉄道の駅として能登高浜駅が開業。

##### 昭和時代

###### 太平洋戦争前
- 1927年（昭和2年）
  - 4月5日 ：能登鉄道の駅として甘田駅が開業。
  - 6月30日 ：能登鉄道の能登高浜駅-米町駅-三明駅区間が開通し、これをもって能登鉄道の全線が開通する。
- 1931年（昭和6年）1月18日 ：能登鉄道の駅として大島駅が開業。
- 1939年（昭和14年）1月1日 ：能登鉄道の駅として堀松駅が開業。

###### 太平洋戦争中
- 1942年（昭和17年） ：志加浦村（現・志加浦地区）で灌漑用アースダム「猪之谷貯水池」の建設着工。
- 1943年（昭和18年）10月13日 ：日中戦争のさなか、陸運統制令に従って北陸鉄道・能登鉄道ほか計7社が戦時統合し、能登鉄道線の全駅は北陸鉄道能登線の駅となる。

###### 太平洋戦争後
- 1950年（昭和25年）4月11日 ：北陸鉄道能登線の駅として直海駅が開業。
- 1952年（昭和27年）
  - 8月 ：西海風戸出身の著作家・加能作次郎を讃えて地元に加能作次郎文学碑が建立される[41]。
  - 月日不明 ：福浦村で鉄筋コンクリート構造の灯台（現在稼動中の福浦灯台）が初点灯[20]し、旧来の1876年設営の福浦灯台は運用を終了して旧福浦灯台となる。
- 1953年（昭和28年）
  - 4月1日 ：北陸鉄道能登線の末吉駅（志賀町駅の前身）が開業。
  - 11月 ：西海地区の海士埼（あまさき）で海士埼灯台が初点灯。
  - 月日不明 ：猪之谷貯水池の竣工。
- 1954年（昭和29年）
  - 9月 ：端野いせ（富来村［現・志賀町富来地区］出身）をモデルとした「岸壁の母」を謳う菊池章子の『岸壁の母』が発売される。この曲は100万枚以上の売り上げを記録して大流行し、のちに映画やテレビドラマになり、カバー曲も作られるヒット作品となった。
  - 10月1日 ：羽咋郡志加浦村、堀松村、加茂村、土田村及び上熊野村を廃し、その区域をもって羽咋郡志賀町を設置する[42]。
- 1955年（昭和30年）
  - 4月1日 ：羽咋郡下甘田村を廃し、その区域を羽咋郡志賀町に編入する。
  - 5月6日 ：北陸鉄道能登線の駅として大笹駅が開業。
- 1956年（昭和31年）7月10日 ：二級国道249号（旧・外浦街道）の整備・開通（その後、1965年に国道249号となる）。
- 1957年（昭和32年）12月 ：松本清張が長編推理小説『ゼロの焦点』の連載を開始。高浜町域が主要舞台の一つとなり、周辺地域への観光客が急増する。
- 1958年（昭和33年） 7月 ：米町川と最大支川である於古川が氾濫し、中流域から下流域の広範囲にかけて床上浸水約300戸・床下浸水約700戸の甚大被害が発生[9]。
- 1959年（昭和34年）7月1日 ：北陸鉄道能登線の末吉駅が志賀町駅に改称。
- 1961年（昭和36年）
  - 3月19日 ：映画『ゼロの焦点』の公開。能登金剛にある「ヤセの断崖」がラストのクライマックスシーンの舞台に使われ、主人公と犯人が相まみえる場面が描かれた。
  - 6月 ：米町川と最大支川である於古川が氾濫し、河口付近の高浜町（現・志賀町高浜町）を中心に100戸を超す浸水被害が発生[9]。
- 1963年（昭和38年）5月11日 ：富来町（現・志賀町富来地区）の漁師であった寺越昭二（当時36歳）と寺越外雄（当時24歳）が甥の武志（当時13歳、中学生）と共に富来町の福浦漁港から能登半島沖へ漁に出たまま行方不明になる（のちに北朝鮮による拉致の被害者ではないか[* 5]との疑惑を取り沙汰される寺越事件の発生）[43][44]。
- 1964年（昭和39年）
  - 1月28日 ：高爪神社に伝わる木板彩画六所宮懸仏が国の重要文化財に指定される[28]。cf. 1275.
  - 12月2日 ：北陸鉄道能登線の米町駅が無人駅化。
- 1965年（昭和40年） ：1876年設営の福浦灯台（旧福浦灯台）が、日本最古の木造灯台（※正確に定義すれば、日本に現存する最古の、擬洋風建築による木造灯台、西洋型の木造灯台）として県指定史跡に指定される。
- 1967年（昭和42年）11月13日 ：能登原子力発電所（のちの志賀原子力発電所）の建設計画が発表される。
- 1968年（昭和43年）5月1日 ：能登半島国定公園が指定され、能登金剛が指定地域に含まれる。
- 1970年（昭和45年）11月1日 ：羽咋郡志賀町及び高浜町を廃し、その区域をもって羽咋郡志賀町を設置する[42]。
- 1972年（昭和47年）
  - 6月25日 ：北陸鉄道能登線の全線廃止によって甘田駅・大島駅・能登高浜駅・志賀町駅・堀松駅・大笹駅・米町駅・直海駅・三明駅が廃駅となり、当地域は鉄道空白地帯となる。
  - この年、原子力発電所建設用地の買収を巡って、志賀町で記名式の住民投票が行われたが、県や町の執行部が「（賛成派住民と反対派住民の間に）しこりが残る」と言って割って入り、開票されずに終わる。
- 1977年（昭和52年）
  - 4月 ：志賀町の若葉台地区にて、全国の企業の工場を誘致するための能登中核工業団地が第一期工事着工[45][46]。
  - 4月 ：志賀町の安部屋にて、原子力情報科学館「能登原子力センター」が開業[45]。
- 1979年（昭和54年） ：能登中核工業団地が第一期工事竣工[45]。
- 1980年（昭和55年）
  - 5月31日 ：富来町（現・志賀町富来地区）にある松尾神社の本殿が、室町時代末期の神社建築様式を留めていることを評価され、国の重要文化財に指定される[21][22][23]。cf. 834.
  - 12月18日 ：志賀町議会で能登原子力発電所の建設促進を決議。
- 1982年（昭和57年）11月17日 ：能登有料道路の当地区間（柳田IC - 徳田大津IC間）が開通し、上棚矢駄インターチェンジも供用開始。
- 1983年（昭和58年）3月 ：能登有料道路の西山インターチェンジと西山パーキングエリアが供用開始。
- 1985年（昭和60年）7月 ：米町川が氾濫し、中流域で床上浸水14戸・床下浸水34戸の被害が発生[9]。
- 1986年（昭和61年） ：志加浦地区の赤住にて、工業用・工事用ゾーン型ロックフィルダム「大坪川ダム」の建設着工。
- 1987年（昭和62年）
  - 1月10日 ：社団法人日本の松の緑を守る会が「日本の白砂青松百選」を選定し、富来町領家町（現・志賀町富来領家町）にある増穂浦海岸が選定物件の一つとなる。
  - 3月29日 ：富来町（現・志賀町富来地区）が増穂浦海岸に全長460.9mの木製ベンチを設置し、当日付けで「世界一長いベンチ」としてギネス世界記録に登録される（※現在は記録を更新されて次点以下となっている。詳しくは「ベンチ#サンセットヒルイン増穂のベンチ」を参照のこと）。
- 1988年（昭和63年）12月1日 ：志加浦地区の赤住にて能登原子力発電所の建設着工。同時に志賀原子力発電所へ名称を変更する。

##### 平成時代
- 1990年（平成2年）11月3日 ：志賀町が福井県の高浜町と姉妹都市盟約を締結[34]。cf. #高浜村移民。
- 1992年（平成4年） ：志加浦地区赤住にて大坪川ダムの竣工。
- 1993年（平成5年）7月30日 ：志賀原子力発電所が営業運転開始。
- 1994年（平成6年）4月 ：志加浦地区赤住にて、北陸電力が原子力発電展示・PR施設「アリス館志賀」を開設[47]。
- 1998年（平成10年）
  - 4月19日 ：能越自動車道および能登有料道路上で徳田大津ジャンクションが供用開始。
  - 3月12日 ：富来町（現・志賀町富来地区）にある増穂浦海水浴場が環境庁（現・環境省）「日本の水浴場55選」に選ばれる。
- 1999年（平成11年）
  - 1月25日 ：志賀町がインドネシアのカラワン県（英語版）と友好都市盟約を締結。
  - 5月11日 ：志賀町がカナダはブリティッシュコロンビア州のコールウッド市（英語版）と友好都市盟約を締結。
  - 6月18日 ：志賀原子力発電所の原子炉1号機で臨界事故が発生するも北陸電力は発表せず、検査書類を改竄して隠蔽する。詳しくは「臨界事故#事例」を参照のこと。
  - 7月26日 ：富来町笹波に広がる棚田である大笹波水田（おおささなみ すいでん）[48]が、自然保全と景観評価の観点から、農林水産省「日本の棚田百選」に選定される[49]。
- 2000年（平成12年）12月15日 ：加茂地区の矢駄にて石川北部RDFセンターの建設着工、石川北部アール・ディ・エフ広域処理組合の設立[50]。
- 2001年（平成13年）3月23日 ：富来町相神（現・志賀町富来相神）にある増穂浦海水浴場と、志賀町大島にある大島海水浴場が、環境庁（現・環境省）「日本の水浴場88選」に選ばれる。
- 2002年（平成14年）
  - 7月27日 ：富来町領家町（現・志賀町富来領家町）で「道の駅とぎ海街道」が開業。
  - 7月 ：志賀町コミュニティバスとして「まごころバス」および「なないろバス」が本格運行を開始[51]。
  - 12月3日 ：石川北部RDFセンターの竣工とRDF専用焼却炉の火入れ・起動[50]。
  - 12月9日 ：石川北部RDFセンターのRDF専用焼却炉にRDF（廃棄物固形燃料）が投入され、負荷運転が開始される[50]。
- 2003年（平成15年）1月3日 ：石川北部RDFセンターがRDF発電を開始（業務運転を開始）し、7,000kWの出力を確認[50]。cf. a.
- 2004年（平成16年）4月1日 ：志賀町字末吉で「道の駅ころ柿の里しか」が開業。

###### 志賀町（2005年 - ）発足後
- 2005年（平成17年）9月1日
羽咋郡志賀町及び富来町を廃し、その区域をもって羽咋郡志賀町を設置する[42]。
公募されて選ばれた町章（「志賀 (Shika)」の頭文字「S」を基本デザインとしたもの）も制定される[52][53]。
合併を機に、複数個所の字名の読みを変更、福浦港（ふくうらこう）の名称を福浦港（ふくらこう）に変更する[54]。
- 2006年（平成18年）9月1日 ：景勝地・能登金剛のうちの福浦港- 巌門船着場間を遊覧船で巡る旅客不定期航路事業を、能登金剛遊覧船有限会社が、55人乗り遊覧船4隻で開業[55][56]。
- 2007年（平成19年）
  - 3月15日 ：隠蔽されていた1999年6月18日発生の志賀原子力発電所臨界事故が発覚する。
  - 3月25日 ：輪島市西南西沖40km（志賀町北端直近の沖合い）を震央とした平成19年能登半島地震が発生（志賀町は震度6弱）し、能登金剛の一部である景勝「ヤセの断崖」の突き出した先端部が幅10mにわたって崩落。以後、崖の部分は立ち入り禁止区域となる。
  - 4月1日 ：志賀町立志賀中学校と志賀町立高浜中学校が合併、新生・志賀町立志賀中学校となる。
  - 11月29日 ：福浦港にて日本海発電（北陸電力の100%子会社）福浦風力発電所の建設着工[57][58]。
  - 12月14日 ：富来領家町にて、地元・西海風戸出身の著作家・加能作次郎をテーマとする「作次郎ふるさと記念館」が開館[41][59]。
- 2008年（平成20年）10月 ：志賀町における防災行政無線のデジタル化と同時に、光ファイバーによってデジタル放送とブロードバンドサービスを全世帯に提供する「志賀町ケーブルテレビネットワーク (SCN)」が開局し、併せて、IP告知放送システム[* 6]が導入される[60]。
- 2009年（平成21年）
  - 2月 ：石川県で、観光庁が選定する観光圏の推進組織として能登半島観光圏整備推進協議会が発足し、能登半島の地方自治体（七尾市、輪島市、珠洲市、羽咋市、志賀町、宝達志水町、中能登町、穴水町、能登町）が能登半島観光圏としての整備を開始する[14][61]。cf. main.
  - 3月31日 ：石川県立富来高等学校と石川県立高浜高等学校が閉校して統合し、翌4月1日、石川県立志賀高等学校として開校（創立）[62]。
  - 10月31日 ：日本海発電 福浦風力発電所が営業運転を開始[57]。
- 2010年（平成22年）11月1日 ：志賀町若葉台にて北陸電力 志賀太陽光発電所の建設着工[63]。
- 2011年（平成23年）
  - 1月31日 ：日本海発電 福浦風力発電所で国産最大級の風力原動機「三菱風車 MWT92/2.4」（ローターの直径92m）[57][64][65]が完成し、本格営業運転[57]を開始[66]。
  - 3月11日 ：東北地方太平洋沖地震が発生して福島第一原子力発電所事故が引き起こされる。これ以降、日本における原発に対する安全意識が大きく揺らぎ、志賀原子力発電所を擁する志賀町も多大な影響を受けることとなる。
  - 3月12日 ：志賀町若葉台にて志賀太陽光発電所が営業運転開始[63]。
  - 4月1日 ：町民憲章、および、町花「はまなす」、町木「もちの木」が制定される[1]。
  - 6月11日 ：石川県の羽咋市以北の4市4町（七尾市、輪島市、珠洲市、羽咋市、志賀町、中能登町、穴水町、能登町）に属する指定地域「能登の里山里海」が、新潟県佐渡市の「トキと共生する佐渡の里山」と共に、日本初の世界農業遺産（正式名称：世界重要農業資産システム）登録物件となる[67][68]。
  - 6月17日 ：「能登の里山里海」の世界農業遺産認定を受けて七尾市・輪島市・珠洲市・羽咋市・志賀町・中能登町・穴水町・能登町の4市4町が関係団体と共に「能登の里山里海」世界農業遺産活用実行委員会を発足させる[67]。
- 2012年（平成24年）
  - 2月27日[69]：志賀町と静岡県御前崎市が災害時等相互応援協定を締結[70]。
  - 5月15日 ：志賀町と白山市が災害時等相互応援協定を締結[70][71]。
  - 9月1日 ：変動地形学者・渡辺満久（東洋大学教授）が、志賀原子力発電所の原子炉1号機の直下にある断層（破砕帯「S-1」）が活断層であるとの見解を発表[72][73][74]。活断層であれば廃炉になる公算が大きい[72]。
  - 9月27日 ：北陸電力志賀原子力発電所が立地する志賀町と関西電力高浜発電所（高浜原子力発電所）が立地する福井県高浜町が、災害時等相互応援協定を締結[70][75][76]。
- 2024年（令和6年）
  - 1月1日 ：令和6年能登半島地震が発生し、震度7を観測[77]。

### 行政区域の変遷
- 1954年（昭和29年）10月1日 ：羽咋郡志加浦村、堀松村、加茂村、土田村及び上熊野村を廃し、その区域をもって羽咋郡志賀町を設置する[42]。
- 1955年（昭和30年）4月1日 ：羽咋郡下甘田村を廃し、その区域を羽咋郡志賀町に編入する[42]。
- 1970年（昭和45年）11月1日 ：羽咋郡志賀町及び高浜町を廃し、その区域をもって羽咋郡志賀町を設置する[42]。
- 2005年（平成17年）9月1日 ：羽咋郡志賀町及び富来町を廃し、その区域をもって羽咋郡志賀町を設置する[42][* 7]。

## 人口
| |                                        |  |
| 志賀町と全国の年齢別人口分布（2005年） | 志賀町の年齢・男女別人口分布（2005年） |  |
| ■紫色 ― 志賀町 ■緑色 ― 日本全国 | ■青色 ― 男性 ■赤色 ― 女性              |  |
| 志賀町（に相当する地域）の人口の推移 \| 1970年（昭和45年） \| 31,323人 \| \| \| 1975年（昭和50年） \| 30,921人 \| \| \| 1980年（昭和55年） \| 30,636人 \| \| \| 1985年（昭和60年） \| 29,828人 \| \| \| 1990年（平成2年） \| 28,782人 \| \| \| 1995年（平成7年） \| 26,965人 \| \| \| 2000年（平成12年） \| 25,396人 \| \| \| 2005年（平成17年） \| 23,790人 \| \| \| 2010年（平成22年） \| 22,216人 \| \| \| 2015年（平成27年） \| 20,422人 \| \| \| 2020年（令和2年） \| 18,630人 \| \| |                                        |  |
| 総務省統計局 国勢調査より |                                        |  |
| 1970年（昭和45年） | 31,323人                               |  |
| 1975年（昭和50年） | 30,921人                               |  |
| 1980年（昭和55年） | 30,636人                               |  |
| 1985年（昭和60年） | 29,828人                               |  |
| 1990年（平成2年） | 28,782人                               |  |
| 1995年（平成7年） | 26,965人                               |  |
| 2000年（平成12年） | 25,396人                               |  |
| 2005年（平成17年） | 23,790人                               |  |
| 2010年（平成22年） | 22,216人                               |  |
| 2015年（平成27年） | 20,422人                               |  |
| 2020年（令和2年） | 18,630人                               |  |

## 行政

### 町長
| 歴代志賀町長（1954年 - 1970年） | 歴代志賀町長（1954年 - 1970年） | 歴代志賀町長（1954年 - 1970年） | 歴代志賀町長（1954年 - 1970年） | 歴代志賀町長（1954年 - 1970年） | 歴代志賀町長（1954年 - 1970年）                      |
| 代                              | 人                              | 氏名                            | 就任                            | 退任                            | 備考                                                 |
| ------------------------------- | ------------------------------- | ------------------------------- | ------------------------------- | ------------------------------- | ---------------------------------------------------- |
|                                 |                                 | 大山玄一                        | 1954年（昭和29年）10月1日       | 1954年（昭和29年）11月9日       | 町長職務執行者                                       |
| 1                               | 1                               | 小泉久平                        | 1954年（昭和29年）11月10日      | 1958年（昭和33年）11月9日       |                                                      |
| 2                               | 2                               | 尾崎利一                        | 1958年（昭和33年）11月10日      | 1962年（昭和37年）10月9日       |                                                      |
| 3                               | 2                               | 尾崎利一                        | 1962年（昭和37年）11月10日      | 1966年（昭和41年）11月9日       |                                                      |
| 4                               | 2                               | 尾崎利一                        | 1966年（昭和41年）11月10日      | 1970年（昭和45年）10月31日      |                                                      |
| 歴代志賀町長（1970年 - 2005年） |                                 |                                 |                                 |                                 |                                                      |
| 代                              | 人                              | 氏名                            | 就任                            | 退任                            | 備考                                                 |
|                                 |                                 | 南浩三郎                        | 1970年（昭和45年）11月1日       | 1970年（昭和45年）11月14日      | 町長職務執行者、旧高浜町長                           |
| 1                               | 1                               | 尾崎利一                        | 1970年（昭和45年）11月15日      | 1974年（昭和49年）11月14日      |                                                      |
| 2                               | 2                               | 野崎外雄                        | 1974年（昭和49年）11月15日      | 1978年（昭和53年）11月14日      |                                                      |
| 3                               | 2                               | 野崎外雄                        | 1978年（昭和53年）11月15日      | 1982年（昭和57年）11月14日      |                                                      |
| 4                               | 2                               | 野崎外雄                        | 1982年（昭和57年）11月15日      | 1986年（昭和61年）11月14日      |                                                      |
| 5                               | 2                               | 野崎外雄                        | 1986年（昭和61年）11月15日      | 1990年（平成2年）11月14日       |                                                      |
| 6                               | 3                               | 細川義雄                        | 1990年（平成2年）11月15日       | 1994年（平成6年）11月14日       |                                                      |
| 7                               | 3                               | 細川義雄                        | 1994年（平成6年）11月15日       | 1998年（平成10年）11月14日      |                                                      |
| 8                               | 3                               | 細川義雄                        | 1998年（平成10年）11月15日      | 2002年（平成14年）11月14日      |                                                      |
| 9                               | 3                               | 細川義雄                        | 2002年（平成14年）11月15日      | 2005年（平成17年）8月31日       |                                                      |
| 歴代志賀町長（2005年 - ）       |                                 |                                 |                                 |                                 |                                                      |
| 代                              | 人                              | 氏名                            | 就任                            | 退任                            | 備考                                                 |
|                                 |                                 | 松田佑興                        | 2005年（平成17年）9月1日        | 2005年（平成17年）9月24日       | 町長職務執行者、旧富来町長                           |
| 1                               | 1                               | 細川義雄                        | 2005年（平成17年）9月25日       | 2009年（平成21年）9月24日       |                                                      |
| 2                               | 2                               | 小泉勝                          | 2009年（平成21年）9月25日       | 2013年（平成25年）9月24日       |                                                      |
| 3                               | 2                               | 小泉勝                          | 2013年（平成25年）9月25日       | 2017年（平成29年）9月24日       |                                                      |
| 4                               | 2                               | 小泉勝                          | 2017年（平成29年）9月25日       | 2021年（令和3年）9月24日        |                                                      |
| 5                               | 2                               | 小泉勝                          | 2021年（令和3年）9月25日        | 2023年（令和5年）11月26日       | 在職中、受託収賄及び官製談合防止法違反の疑いで逮捕。 |
|                                 |                                 | 庄田義則                        | 2023年（令和5年）10月31日       | 2023年（令和5年）12月24日       | 副町長、町長職務代理者                               |
| 6                               | 3                               | 稲岡健太郎                      | 2023年（令和5年）12月24日       | 現職                            |                                                      |

- 町長 - 稲岡健太郎（いなおか けんたろう）
- 副町長 - 庄田義則（しょうだ よしのり）

### 役所・出張所・町民会館等

#### 町役場
役所に関して、志賀町では「本庁方式」を採用している。
- 志賀町役場 本庁舎 ：所在地 石川県羽咋郡志賀町末吉千古1番地1。
- 志賀町役場 富来支所 ：所在地 石川県羽咋郡志賀町富来領家町甲の10番地。

#### 税務
- 七尾税務署 管轄区域 [84]

#### 広域行政サービス
一部事務組合（特別地方公共団体）である羽咋郡市広域圏事務組合（事務所所在地：羽咋市中央町ア185番地）の管轄区域である。構成団体は、羽咋市、志賀町、宝達志水町。

#### 公共サービス施設
- 志賀町立志賀図書館
- 志賀町立富来図書館
- 志賀町文化ホール

- 能登中核工業団地 コミュニティ施設
- 志賀町総合体育館
- 志賀町総合武道館

- 志賀町陸上競技場
- 志賀町多目的スポーツセンター
- 富来勤労者体育センター

### 警察
- 羽咋警察署（石川県警察）
  - 高浜交番
  - 富来交番
  - 他に駐在所が8か所ある。

### 消防・防災・救急救命

#### 消防
- 羽咋郡市広域圏事務組合消防本部 管轄　[85]
  - 志賀消防署
  - 志賀消防署富来分署
- 志賀町消防団 ：全16分団（旧志賀町消防団8分団、旧富来町消防団8分団[52]）。[86]

#### 救急救命
- 石川県救急指定病院 ：cf. 石川県救急指定病院一覧。
  - 志賀町立富来病院 ：志賀町富来地頭町7の110番地の1。[87]
  - 向病院 ：志賀町富来領家町ハ30。[88]

#### 防災

##### 防災システム
- 志賀町ケーブルテレビネットワークとIP告知放送システム ：cf. 2008.

##### 災害時応援協定
災害時等相互応援協定締結都市は以下のとおり。
- 御前崎市（静岡県） ：2012年（平成24年）2月27日締結。
- 白山市（石川県） ：2012年（平成24年）5月15日締結。
- 高浜町（福井県） ：2012年（平成24年）9月27日締結。

### 水道事業
上水道
- 志賀地区上水道 ：給水人口13,138人（2011年度）。水源は深井戸。水源15か所、浄水場7か所、配水池10か所。[89][90]
- 富来地区上水道 ：給水人口7,317人（2011年度）。水源は、表流水、深井戸、一部伏流水。水源8か所、浄水場5か所、配水池12か所。
- 熊野地区簡易上水道 ：給水人口538人（2011年度）。水源は深井戸。水源2か所、浄水場1か所、配水池1か所。
- 鵜野屋地保飲料水供給施設 ：水源は伏流水。水源1か所、浄水場1か所、配水池1か所。

下水道
- し尿処理施設
  - 羽咋郡市広域圏事務組合 衛生センター ：関係区域は羽咋郡市。羽咋市東釜屋町東区80番地に所在。[91]

### 清掃事業
各分野の主な公共施設ほか。
清掃
- 志賀クリーンセンター

再使用・再資源化
- 羽咋郡市広域圏事務組合リサイクルセンター（愛称：クリンクルはくい） ：2003年（平成15年）3月に竣工し、供用開始。羽咋市滝谷町ヌ30番地。ごみ資源化施設であり、ごみ燃料化施設でもある[91]。[92][93]
- 石川北部RDFセンター　：石川北部アール・ディ・エフ広域処理組合施設[50]。ごみ燃料化施設（当地域ではクリンクルはくい）でRDF化（廃棄物固形燃料化）したゴミを発電燃料として活用する施設で、志賀町矢駄11字103番地に所在し、周辺地域の5組合（河北郡市広域事務組合、輪島市穴水町環境衛生施設組合、七尾鹿島広域圏事務組合、羽咋郡市広域圏事務組合、奥能登クリーン組合）の管轄区域から出るRDFを活用を担う[50][92][94]。cf. 2000, 2002, 2003.
- 羽咋郡市広域圏事務組合 木材資源化センター ：海岸漂着流木および火災残渣をチップ化し、パルプ原料、肥料原料、マルチング材として加工する施設。羽咋郡宝達志水町針山寅1番2に所在。[91][95]

最終処分
- 石川処分場 ：1997年（平成9年）3月19日供用開始。処理方式は陸上埋立（安定型）の埋立処分場。埋立期間は2013年（平成25年）3月まで。志賀町梨谷小山ホ58番地。[91][96]

### 国の行政機関
- 原子力規制委員会
  - 原子力規制庁
    - 志賀原子力規制事務所

### 姉妹都市・提携都市
日本国内
- 高浜町（福井県） ：1990年（平成2年）11月3日、姉妹都市盟約締結[34]。近世初期における高浜村移民の縁を契機とする。cf. 1990.

日本国外
- カラワン県（英語版）（インドネシア） ：1999年（平成11年）1月25日、友好都市盟約締結。
- コールウッド市（英語版）（カナダ） ：1999年（平成11年）5月11日、友好都市盟約締結。

## 議会

### 町議会
- 定数：14人[97]
- 任期：2023年5月1日 - 2027年4月30日
- 議長 ：越後敏明。2015年（平成27年5月8日就任）。[98]

### 衆議院
- 選挙区：石川3区 （七尾市、輪島市、珠洲市、羽咋市、かほく市、津幡町、内灘町、志賀町、宝達志水町、中能登町、穴水町、能登町）
- 任期：2021年10月31日 - 2025年10月30日
- 投票日：2021年10月31日
- 当日有権者数：243,618人
- 投票率：66.09％

| 当落 | 候補者名 | 年齢 | 所属党派   | 新旧別 | 得票数   | 重複 |
| ---- | -------- | ---- | ---------- | ------ | -------- | ---- |
| 当   | 西田昭二 | 52   | 自由民主党 | 前     | 80,692票 | ○    |
| 比当 | 近藤和也 | 47   | 立憲民主党 | 前     | 76,747票 | ○    |
|      | 倉知昭一 | 85   | 無所属     | 新     | 1,588票  |      |

## 司法

### 裁判所
- 名古屋高等裁判所金沢支部 管轄区域　[99]
- 金沢地方裁判所七尾支部 管轄区域
- 金沢家庭裁判所七尾支部 管轄区域
- 七尾簡易裁判所 管轄区域

### 検察庁
- 金沢地方検察庁七尾支部 管轄区域
- 七尾区検察庁 管轄区域

## 郵便事業
- 福浦郵便局
- 高浜郵便局
- 下甘田郵便局

## 経済
かつては繊維工業で栄えた。現在では電気機械の製造が盛んである。現在の志賀町は、若葉台地区に設けた能登中核工業団地（1977年第一次工事着工、1979年竣工。）、および、堀松工場団地で広く企業誘致を行っており、多くの製造業者の工場が参集している。
cf.　≪外部リンク≫ “団地企業 - 進出企業一覧”. （公式ウェブサイト）.   志賀町. 2012年11月17日閲覧。
cf.　≪外部リンク≫ “周辺企業 - 進出企業一覧”. （公式ウェブサイト）.   志賀町. 2012年11月17日閲覧。

### 製造業等
地元企業は創業の早い順、誘致企業は当地域への誘致実績が早い順に記載する。グループ企業の場合は最も早期に実績がある所属企業に連ねて他も記載する。

#### 電力業

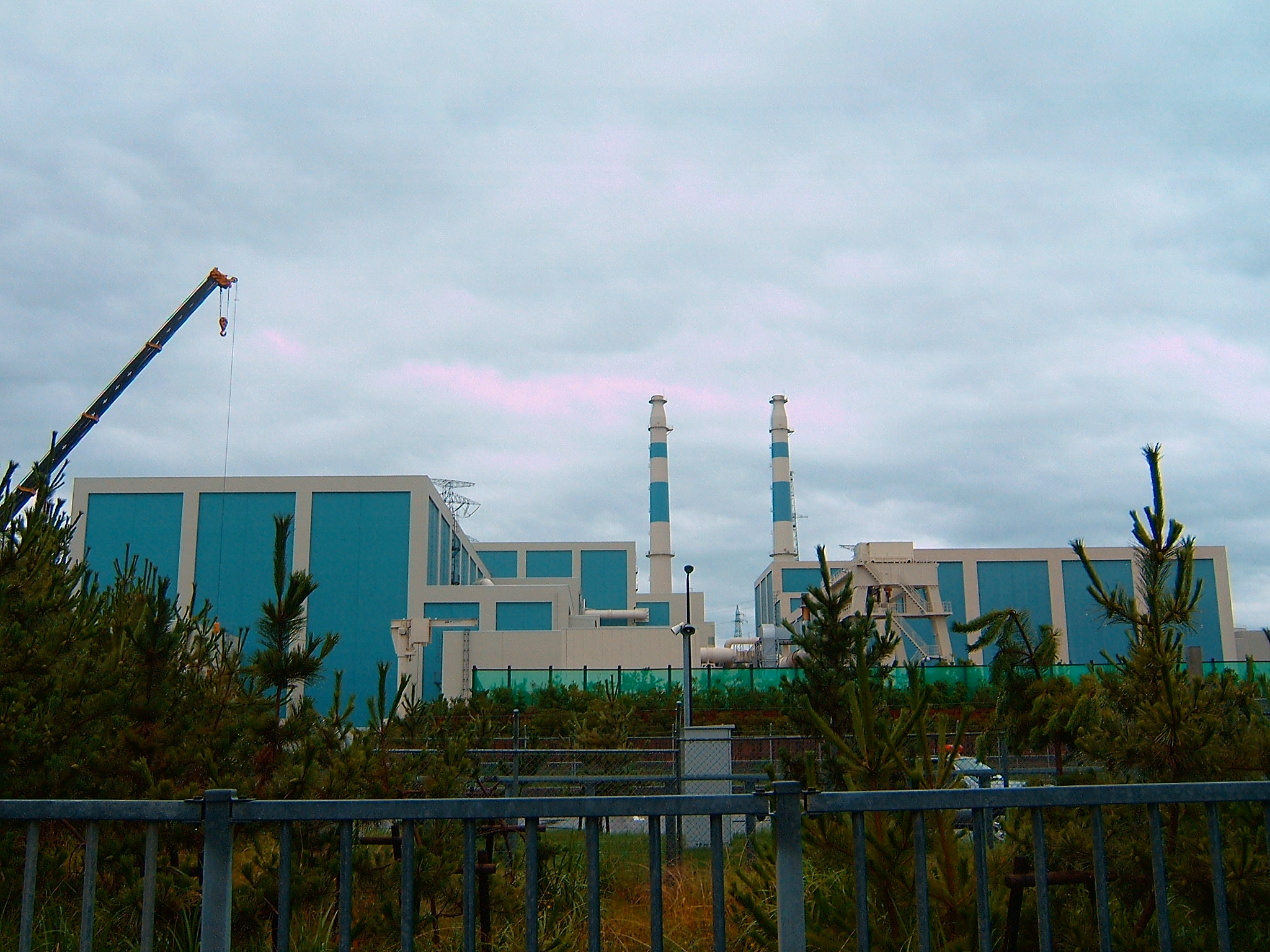
志賀原子力発電所

- 北陸電力 志賀原子力発電所 ：1993年（平成5年）7月30日、営業運転開始。cf. 1967, 1972, 1980, 1988, 1993, 1999, 2007, 2012.
- 北陸電力 志賀太陽光発電所 ：2011年（平成23年）3月12日、営業運転開始。cf. 2010.
- 日本海発電 福浦風力発電所 ：2011年（平成23年）1月31日、本格営業運転開始。cf. 2007, 2009, 2011.
- 石川北部アール・ディ・エフ広域処理組合 石川北部RDFセンター ：2003年（平成15年）1月3日、RDF発電を開始（公共業務運転開始）。cf. main.

#### その他
- 日高グループ 日高機械 ：志賀町徳田で1962年（昭和37年）2月創業[103]。木工機械。
- 日高グループ 田辺鉄工所 志賀工場 ：志賀町堀松で1962年（昭和37年）開設[104]。木工機械。
- 石川サンケン 志賀サンケン工業（1964年11月創立） 志賀工場・堀松工場 ：半導体。[105]
- 和泉工業 工場 ：1968年（昭和43年）に新設移転[106]。産業用機械。
- ノリタケコーテッドアブレーシブ 能登工場 ：1974年（昭和49年）1月開設[107]。研磨布紙。
- エナジーサポート・グループ 北陸エナジス ：1981年（昭和56年）4月、北陸高松電機（現・北陸エナジス）設立[108]。高圧開閉器。
- ノトアロイ ：1984年（昭和59年）7月10日設立[109]。超硬質合金。
- エイ・エム・シィ ：1985年（昭和60年）4月設立[110]。金型。
- 羽咋丸善鍛造部 志賀第1工場・志賀機械工場 ：1987年（昭和62年）に平鍛造株式会社（現・羽咋丸善鍛造部）志賀工場開設、1990年（平成2年）に平鍛造株式会社 志賀機械工場開設[111]。ベアリング軸受。
- 上田鍍金 北陸工場 ：1992年（平成4年）開設[112]。リードフレーム等の鍍金。
- 日機工業 石川工場 ：1989年（平成元年）4月に志賀町で創業した日機プレシジョン株式会社を1995年（平成7年）8月に吸収合併して石川工場にする。精密機器部品。[113]
- 日立メディアエレクトロニクス 北陸工場 ：1995年（平成7年）に日立ハイテクノ（現・北陸工場）を統合して社名を変更[114]。携帯電話部品。
- サンケンオプトプロダクツ ：1999年（平成11年）設立[115]。冷陰極蛍光管。
- サンケンロジスティクス 石川事業所 ：2003年（平成15年）8月13日開設[116]。物流。
- アースエンジニアリング 志賀工場 ：2001年（平成13年）3月開設[117]。環境関連設備。
- シグマ光機 能登工場 ：2001年（平成13年）3月開設[118]。光学装置用基本機器。
- 古河電工産業電線 北陸工場 ：電線ケーブル。[119]
- アクセスケーブル[120]北陸工場 ：情報通信ケーブル。[121]
- 高槻電器工業 石川工場 ：2007年（平成19年）開設[122]。電子部品。
- NTN 志賀製作所 ：2009年（平成21年）設立[123]。大形軸受・建設機械用等の鍛造部品。
- NTN 能登製作所 ：2010年（平成22年）12月設立[124]。産業機械用軸受および機械部品。
- UHT 能登工場 ：工業・医療用エアーモーター。[125]
- ケースリー 北陸工場 ：工業用ゴム製品。[126]
- エコラボジャパン 志賀工場 ：業務用洗剤。[127]
- インパック 能登事業所・能登工場 ：花関連資材。[128]

### 水運業・水産業

#### 水運業
- 福浦港（ふくらこう[54]） ：地方港湾[129]。能登金剛遊覧船、不定期就航 (cf. 2006)。[130]

#### 水産業
- 漁業協同組合
  - 石川県漁業協同組合 [131]
    - 西海支所
    - 富来湾支所
    - 福浦港支所
    - 志賀支所
    - 高浜支所
- 漁港
  - 大島漁港（おしま ぎょこう） ：第1種漁港。
  - 高浜漁港（たかはま ぎょこう） ：第1種漁港。
  - 安部屋漁港（あべや ぎょこう） ：第1種漁港。安部屋地区と上野地区からなる。
  - 赤住漁港（あかすみ ぎょこう） ：第1種漁港。百浦地区と赤住地区からなる。
  - 七海漁港（ひつみ ぎょこう[54][* 8]） ：第1種漁港。
  - 領家漁港（りょうけ ぎょこう） ：第1種漁港。
  - 富来漁港（とぎ ぎょこう） ：第4種漁港。風戸地区と風無地区からなる。
  - 赤崎漁港（あかさき ぎょこう） ：第1種漁港。

## 地域

### 教育機関

#### 高等学校
- 石川県立志賀高等学校

#### 中学校
- 志賀町立志賀中学校
- 志賀町立富来中学校

#### 小学校
- 志賀町立志賀小学校
- 志賀町立富来小学校

#### 幼稚園
- すばる幼稚園

### 保育所
- 志賀町立高浜保育園
- 志賀町立志加浦保育園

- 志賀町立土田保育園
- 志賀町立中甘田保育園
- 志賀町立とぎ保育園

- 私立乳幼児保育園[132]

### マスメディア
- 志賀町ケーブルテレビネットワーク ：cf. 2008.

### 斎場
羽咋郡市広域圏事務組合管轄区域にあり、火葬業務を行う斎場（火葬場）は以下の2箇所である。
- 羽咋斎場 ：羽咋市千里浜ヲ1番地。
- 志賀斎場 ：志賀町末吉寅109番地。

## 交通

### 空港
- 能登空港
最寄りの空港。志賀町中心部（志賀町高浜町）とは自動車で片道約40分の距離。能登-羽田間、1日2便運航。
- 小松空港
JR金沢駅と小松空港は北陸鉄道バスで約1時間の距離。羽田・成田・仙台・福岡・那覇・ソウル・上海便が運航。

### 航路
北前船の隆盛期には、福浦湊（福浦港）や安部屋湊（あべやみなと、安部屋港）、高浜湊（高浜港）などを拠点とする繁栄を見せた。1683年（天和3年、江戸時代前期）に羽咋郡安部屋村（明治時代以降の石川県羽咋郡志加浦村安部屋、現在の志賀町安部屋）で生を受け、先に蝦夷地に渡って北前船廻船問屋「阿部屋」を興した張江家の使用人から独立した初代・村上伝兵衛は、当地域と松前藩および蝦夷地を結ぶ象徴的存在である。北前船の繁栄が遠い昔となった現代では、福浦港は地方港湾に、他は地元漁港となっている（cf. #水運業・水産業）。
- 能登金剛遊覧船 ：福浦・巌門航路（福浦港 - 巌門船着場。旅客不定期航路）。55人乗り遊覧船4隻が就航。cf. 2006.

### 鉄道
1972年（昭和47年）6月25日に北陸鉄道能登線が全線廃止されたことにより、地域内の鉄道駅（甘田駅、大島駅、能登高浜駅、志賀町駅、堀松駅、大笹駅、米町駅、直海駅、三明駅）は全て廃駅となり、これ以降、当地域は鉄道空白地帯となった。

### バス

#### 路線バス
- 北鉄能登バス
- 北鉄奥能登バス（特急バス）

#### コミュニティバス
- 志賀町コミュニティバス ：cf. 2002.
  - まごころバス ：高浜地区市街地を走る。無料。
  - なないろバス ：高浜地区市街地と郊外を結ぶ7路線。有料。
  - 富来地域コミュニティバス ：富来地区市街地と郊外を結ぶ6路線。有料。

### 道路

#### 旧街道
- 外浦街道（能登外浦街道） ：国道249号のうち、羽咋郡市近辺部分の前身。
- 浜街道
- 中道通
- 土田街道 ：加茂地区の安津見から奥山峠を越えて田鶴浜に通じる。
- 得田街道（とくだかいどう） ：堀松地区の吉田から七尾西湾の大津に通じる。

#### 現代の道路
- 自動車専用道路
  - のと里山海道 ： 上棚矢駄IC - 西山IC - 徳田大津JCT - 徳田大津IC
- 一般国道
  - 国道249号 ：cf. 1956.
- 県道
  - 主要地方道
    - 石川県道3号田鶴浜堀松線
    - 石川県道23号富来中島線
    - 石川県道36号志賀富来線
    - 石川県道46号志賀田鶴浜線
    - 石川県道48号福浦港中島線
    - 石川県道49号深谷中浜線
    - 石川県道51号輪島富来線

  - 一般県道
    - 石川県道116号末吉七尾線
    - 石川県道233号羽咋田鶴浜線
    - 石川県道234号函屋酒井線
    - 石川県道236号松木代田線
    - 石川県道251号志賀鹿西線
    - 石川県道293号羽咋巌門自転車道線 （羽咋健民自転車道）
    - 石川県道301号若葉台松木線

#### 道の駅
- ころ柿の里しか
- とぎ海街道

## 名所・旧跡・観光地・行楽地・娯楽施設・祭事、ほか

### 名所・旧跡・観光地
自然物、自然物主体の名所
- 高爪山 ：「能登富士」の異称を持つ霊山。
- 能登金剛 ：能登半島国定公園指定区域。cf. 1968.
  - 関野鼻 ：近場には関野鼻ドリーネ群 (cf. a) もある。
  - ヤセの断崖 ：cf. 1961, 2007.
  - 増穂浦（増穂浦海岸） ：「日本の白砂青松100選」選定物件。cf. 1987.　[135]。
  - 機具岩
  - 吹上滝
  - 巌門
  - 安部屋弁天島 ：弁天島、三味線島とも呼ぶ。安部屋港の沖に位置する小島であり、北前船で賑わっていた時代には港を守る天然の防波堤としても機能していた[136]。
- 大笹波水田 ：富来町笹波に広がる棚田であり、「日本の棚田百選」選定物件。cf. 1999.

社寺
- 高爪神社 ：かつての高爪山六所宮。木板彩画六所宮懸仏（国の重要文化財）、木造薬師如来坐像（県指定有形文化財）が伝わる。cf. a, 703, 1208, 1275, 1576, 1585, 1868, 1964.
- 松尾神社 ：本殿は国の重要文化財。拝殿は県指定有形文化財[137]。cf. 834, 1559, 1980.
- 冨木八幡神社 ：cf. 750, 1217, 1576, 1671.
- 堀松八幡神社 ：cf. 1573.
- 末吉日吉神社 ：cf. 1040年.
- 長龍寺 ：江戸時代中期に作られたとされる庭園で知られる。cf. 1449, a.
- 来入寺 ：真宗大谷派の古刹。cf. 1558.

旧跡

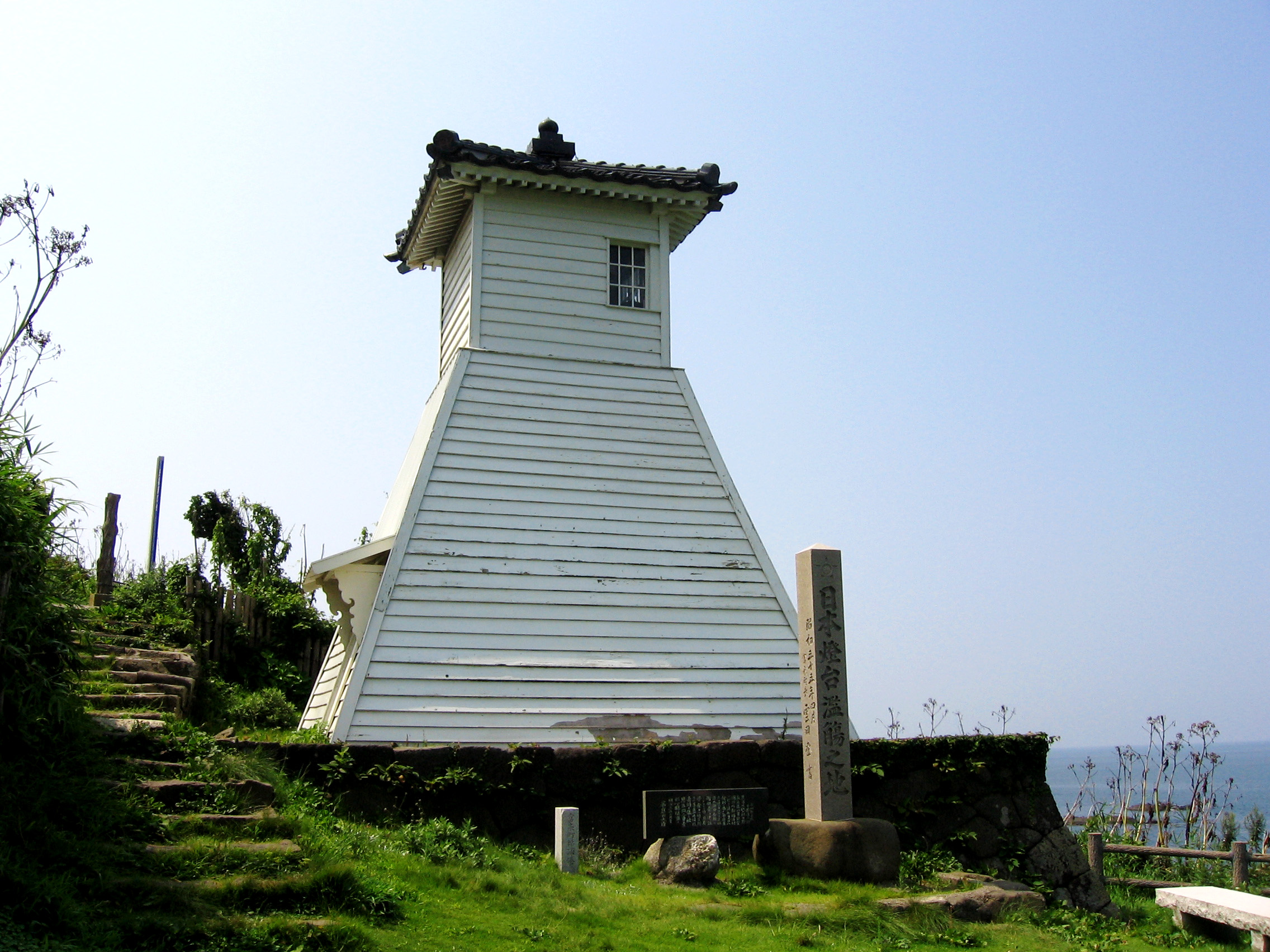
旧福浦灯台

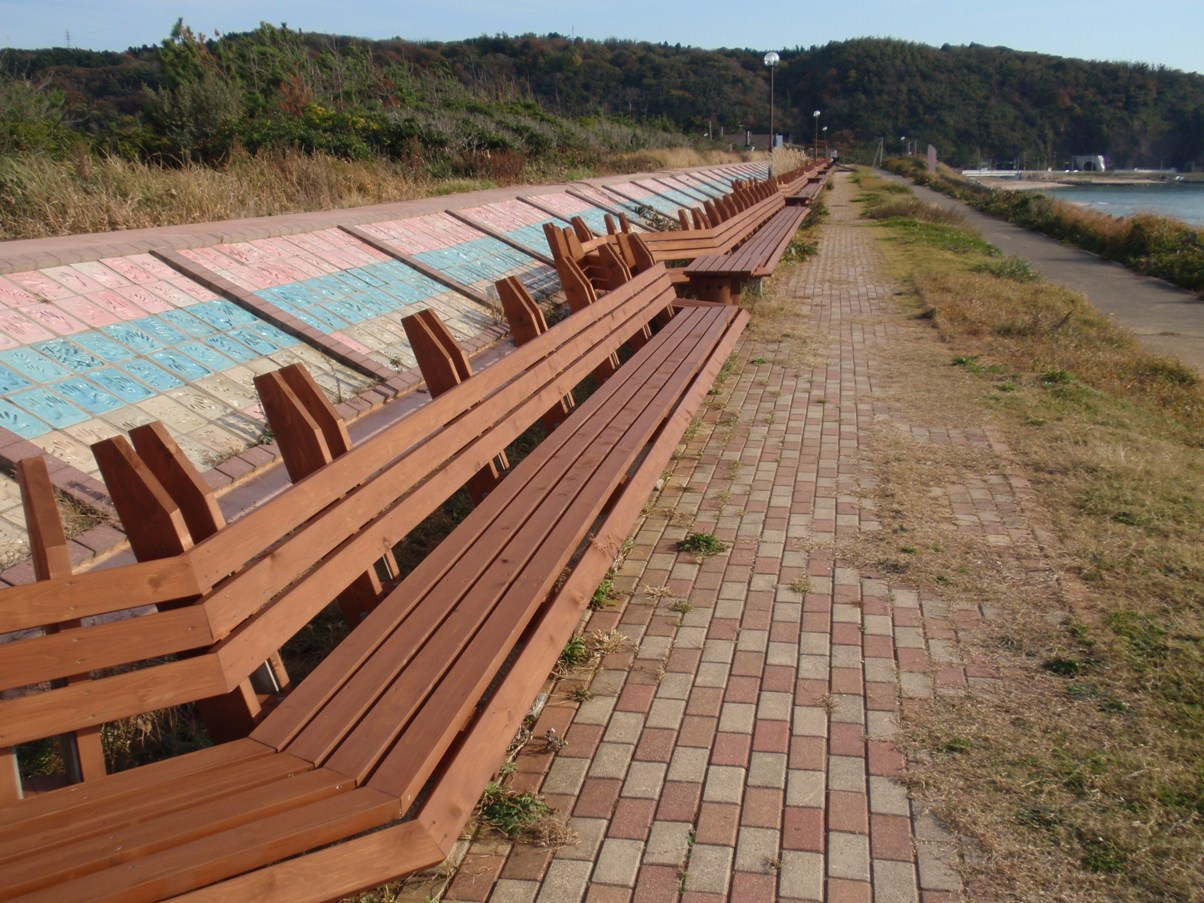
サンセットヒルイン増穂のベンチ
志賀町富来領家町（旧・富来町領家町）の増穂浦海岸沿いにある長い木製ベンチ。全長460.9mで、かつて世界一長いベンチとしてギネス世界記録に登録されていた。

城や居館については「城址」「城跡」「館跡」とすべきところを略記する。
- 富木城（とぎじょう） ：別名 富来城、岡野城。東増穂地区の八幡（やわた）にあった丘城。
- 木尾嶽城（きおだけじょう） ：別名 木尾城、城ヶ根城。稗造地区の貝田に所在した山城。
- 石田館 ：土田地区の徳田にあった館。
- 得田館 ：土田地区の徳田にあった館。
- 舘開城 ：別名 徳田城。土田地区の舘開（たちひらき）にあった丘城。
- 青谷城 ：土田地区の徳田にあった山城。
- 末吉城 ：堀松地区の末吉（すえよし）にあった丘城。cf. 1394, 1573, 1576.
- 平式部館 ：志加浦地区の安部屋は町地区の浄真寺にあった館。cf. 1577.
- 舘城 ：下甘田地区の舘（たち）にあった平城。
- 土田城 ：下甘田地区の大坂にあった丘城。
- 地頭町中世墳墓窟群（じとうまち ちゅうせい ふんぼくつぐん） ：志賀町富来地頭町に所在。[138]
- 平家庭園（たいらけ ていえん） ：平式部大夫を祖とする平家（ひらかけ、たいらけ。cf. 1183）居館の池泉観賞式[* 4]書院庭園。県指定名勝。[38]　cf. a.
- 長龍寺庭園 ：江戸時代中期に作られたとされる庭園で、山裾を築山に見立てた山畔池泉一式。鹿谷園とも称。土田地区の谷屋に所在。cf. a.
- 旧福浦灯台 ：日本最古の木造灯台（※正確に定義すれば、日本に現存する最古の、擬洋風建築による木造灯台、西洋型の木造灯台）。県指定史跡。cf. 1876, 1907, 1908, 1952.
- 福浦灯台 ：旧福浦灯台に替わって現在稼動中の鉄筋コンクリート製灯台。cf. 1952.
- 大島諸願堂（おしま しょがんどう） ：室町時代に建てられた難破船乗組員供養のための石積六角地蔵塔。cf. a.
- 腰巻地蔵

その他の施設
- 高山右近の碑 ：マニラへ国外追放されたキリシタン大名・高山右近の子孫が、加賀藩当時の右近に与えられた知行地であると思われる末吉の地に密かに戻っていたという伝説に基づいて建立された。堀松地区の矢蔵谷地内に所在。[139]
- 加能作次郎文学碑 ：西海風戸に所在。cf. 1952.
- 松本清張歌碑 ：小説『ゼロの焦点』で描かれたヒロインの悲運を美しく詠っている松本清張の歌碑[140]。富来牛下巌門に所在。
- 坪野哲久・山田あき歌碑 ：高浜生まれの歌人・坪野哲久とその妻・山田あきの歌碑。
- 作次郎ふるさと記念館 ：西海風戸出身の著作家・加能作次郎の記念館。富来領家町に所在。cf. 2007.
- アリス館志賀

### 行楽地・娯楽施設等
- 増穂浦海水浴場 ：「日本の水浴場55選」「日本の水浴場88選」選定物件。cf. 1998, 2001.
- 大島海水浴場 ：「日本の水浴場88選」選定物件。cf. 2001.
- 能登リゾートエリア増穂浦 ：増穂浦海水浴場に面したリゾートサイト。大島キャンプ場を含む。
- サンセットヒルイン増穂
  - サンセットヒルイン増穂のベンチ

1987年（昭和62年）3月29日 (cf. 1987) に設置された全長460.9mの木製ベンチ。
- 能登金剛温泉
- 能登・志賀の郷温泉
- いこいの村能登半島
- 花のミュージアム フローリィ
- 海士埼灯台 ：cf. 1953.

### 祭事・恒例イベント
- 御招霊 ：盂蘭盆の年中行事。

#### 福浦祭り
毎年8月の第4金曜日に宵祭り、土曜に本祭りが行われているが、過去には9月10日（宵祭り）、11日（本祭り）、12日（裏祭り）の3日間にわたり行われていたこともある。
宵祭りでは、太鼓や参加する町民のお祓いが行われる。本祭りでは、猿田彦神社を13時にお立ちし、50歳まで（以前は40歳まで）の25，6名でみこしを担ぐ。恵比寿堂のお参りが終わってから海上渡御を行い、水の澗に入り全町内をくまなく巡行する。御招待では、希望する家にみこしをお迎えし、舟唄を歌いお祓いを行い弥栄（いやさか）を祈る。落ち着きは午後11時ごろ、昔は翌朝4時ごろまで行っていたようだ。
裏祭りでは、芸妓たちが猿田彦神社の境内で手踊りを披露した名残で仮装行列が行われていた。現在は、希望する町民が本祭りでみこしとともに仮装行列を行い祭りをにぎわしている。担ぐ前には、みこし担ぎ人は1人ずつ福浦漁協前で五右衛門風呂に入り、身を清めてから法被を着てお立ちを待つ。
2002年に町無形民俗文化財に指定されている。

## 文化財
国の重要文化財として、松尾神社本殿 (cf. 834, 1559, 1980)と、高爪神社の木板彩画六所宮懸仏 (cf. 1275, 1964) がある。
- “志賀町の文化財”. 大好き 志賀町！（個人ウェブサイト）.   個人 (2008年3月). 2012年11月15日閲覧。

## 特産物
近世の主要な特産物には、安部屋晒布（あべやさらし）、安部屋瓦（あべやかわら）、安部屋縮 / 安部屋縮織（あべやちぢみ、あべやちぢみおり）などがある。近現代の主要特産物としては、ころ柿（干し柿）、スイカ、能登牛などを挙げることができる。
福浦港に伝承されているふるさとの味としてひっぱり餅がある。

## 志賀町を舞台とした作品

### 文学
- 推理小説 『ゼロの焦点』 ：松本清張原作。cf. 1957, 1961.

### 映画
- リトル・マエストラ（2013年映画化、監督：雑賀俊郎）※ただし、石川県内のみ2012年12月1日より先行上映[143]

## 著名人

### 出身著名人
志賀町とその前身地域および前身自治体で生まれた著名人を挙げる。「???生まれ」とあるのは、誕生時に所属していた前身自治体名が特定できない（特定するに足る情報が得られない）ことを意味する。
江戸時代の生まれ
- 日野資信（日野長兵衛資信） ：1608年（慶長13年、江戸時代初頭）、篝火による私設灯台を福浦湊（福浦港）近くに設営し、運用を日野家家伝とした地元・福浦村の名士。
- 初代村山伝兵衛 ：蝦夷地開拓民、場所請負人、実業家[36]。1683年（天和3年、江戸時代前期）、能登国羽咋郡安部屋村（後世の石川県羽咋郡志加浦村安部屋、現在の志賀町安部屋）生まれ[36]。
- 山田市郎右衛門 ：蝦夷地開拓民、実業家（漁業経営者、「山田屋」創業者）[36]。歴代・山田文右衛門の祖。1794年（寛政6年、江戸時代中期）、能登国羽咋郡神代村（後世の石川県羽咋郡堀松村、現在の志賀町神代［かくみ］）生まれ[36]。

明治生まれ
- 日野吉三郎 ：福浦村の名士。旧福浦灯台の設営者（篝火から灯明堂に変化していた灯台に替えて、1876年［明治9年］、西洋型の木造灯台「福浦灯台」を新築した）。
- 加能作次郎 ：著作家。1885年（明治18年）1月10日、西海村風戸（現・志賀町西海風戸［さいかい ふと］）生まれ。cf. 1952, 2007.
- 端野いせ ：「岸壁の母」のモデルとなった女性 (cf. 1954)。1899年（明治32年）9月15日、富来村（現・志賀町富来町）生まれ。
- 南好雄 ：政治家、運輸大臣。1904年（明治37年）1月29日、高浜町（現・志賀町高浜町）生まれ。
- 坪野哲久 ：歌人。1906年（明治39年）9月1日、高浜町（現・志賀町高浜町）生まれ。
- 南政善 ：画家。1908年（明治41年）5月3日、志加浦村川尻（現・志賀町川尻）生まれ。

昭和生まれ
- 桜井勇 ：文化人。1930年（昭和5年）、福野生まれ。こえだちゃん作者。
- 室矢芳隆：元陸上競技選手（中距離走）。1930年（昭和5年）4月6日、中甘田村大島（現・志賀町大島）生まれ。日本代表として1952年（昭和27年）の第15回ヘルシンキオリンピックと1956年（昭和31年）の第16回メルボルンオリンピック男子800メートル競走に二度出場。また、1958年（昭和33年）に第3回アジア競技大会で優勝した。
- 寺越武志 ：叔父らと共に北朝鮮による拉致疑惑を取り沙汰される[* 5]北朝鮮に渡った日系朝鮮人。1950年（昭和25年）、高浜町（現・志賀町高浜町）生まれ[43][44]。cf. 「#寺越事件 1963」、「寺越友枝」。
- 三山節子 ：漫画家。1952年（昭和27年）4月3日、富来町（現・志賀町富来町）生まれ。
- 掛田誠 ：俳優。1956年（昭和31年）10月10日、志賀町酒見生まれ[144]。
- 小松辰雄 ：元プロ野球選手（投手）。1959年（昭和34年）5月10日、富来町（現・志賀町富来町）生まれ。
- Dio Kobayashi ：サーカスパフォーマー。1972年（昭和47年）8月28日、志賀町高浜町生まれ。
- 板倉美紀 ：元陸上競技選手（競歩）。1975年（昭和50年）8月1日、志賀町倉垣生まれ。
- 中林祐介 ：元プロ野球選手（投手）。1983年（昭和58年）8月25日、志賀町宿女生まれ。

### ゆかりある著名人
出身者ではないが、育った、活動したなど、当地域にゆかりの深い著名人を挙げる。